# École polytechnique universitaire de Paris-Saclay
Die École polytechnique universitaire de Paris-Saclay (Polytech Paris-Saclay) ist eine französische Ingenieurhochschule, die 2004 gegründet wurde.
Die Schule bildet Ingenieure in vier Bereichen aus: Elektronik, Informatik, Werkstoff und Optoelektronik.
Das in Orsay gelegene Polytech Paris-Saclay ist eine öffentliche Hochschuleinrichtung. Die Schule ist Teil der Universität Paris-Saclay.